# سمندر قفقازی

سمندر قفقازی

سمندر قفقازی (نام علمی: Mertensiella caucasica) نام یک گونه از تیره سمندران است.